# Hedyotis dawsoniana
Hedyotis dawsoniana är en måreväxtart som beskrevs av William Grant Craib. Hedyotis dawsoniana ingår i släktet Hedyotis och familjen måreväxter.
Artens utbredningsområde är Thailand. Inga underarter finns listade i Catalogue of Life.